# لوپ شرانی
لوپ شرانی (به انگلیسی: Lope Sherani) یک منطقهٔ مسکونی در پاکستان است که در ناحیه دیره بگتی واقع شده‌است.